# Chromalizus basalis
Chromalizus basalis là một loài bọ cánh cứng trong họ Cerambycidae.